# Szociális érzékenyítés
Érzékenyítésnek nevezhetjük mindazt a tudatos vagy tudattalan, tervezett vagy spontán befolyásolást, nevelést, mely attitűdalakító hatásával odafigyelésre, empátiára és a „normálistól”, a megszokottól való eltérés elfogadására nevel.
Így tehát az érzékenyítés bármilyen fizikai vagy szellemi károsodás, külső jegyekben tükröződő, mások számára látható eltérés (legyen az akár bőr-, vagy hajszín) vagy egy állandó, megváltoztathatatlan állapot, helyzet elfogadására nevel, valamilyen katarzis élmény által.

## Fajtái, csoportosítása

### Érzékenyítettek célzott száma szerint

#### Egyéni
Az egyéni érzékenyítés egyetlen személyre vonatkoztatott közvetlen attitűdformáló tevékenység. Egyéni érzékenyítésnek tekintendők a személyes beszélgetések, interjúk vagy az esetlegesen történő spontán segítségnyújtás. Ilyen, amikor egy mozgássérülttel találkozunk egy boltban, és a felső polcról segítünk valamit levenni, vagy egy látássérültet átsegítünk a zebrán. Persze ennyi nem változtatja meg alapjaiban a személyiségünket és a viselkedésünket, de sok ilyen esemény egyre közelebb és közelebb tudja hozni az embereket az elfogadáshoz.

#### Csoportos
Egy célzott csoport számára tervezett érzékenyítés leggyakoribb formája az érzékenyítő tréning. A célcsoport lehet egy iskolai osztály, egy vállalat vagy gyár valamely részlege, vagy bármely tulajdonságuk, céljuk alapján egy csoportba sorolható emberek összessége. Gyakran készítenek különböző érzékenyítő tréningeket tanároknak, önkormányzatok, bankok, üzletek dolgozóinak, hogy nyíltan, könnyen tudjanak kommunikálni és segítséget nyújtani azoknak az embereknek, akikkel nap mint nap találkoznak.

#### Tömeges
A tömeges érzékenyítés a társadalom egészét célozza meg, és felhasználja a tömegkommunikáció és a média adta lehetőségeket. Eszközei közé tartoznak a könyvek, filmek, képek, internetes video- és írásos bejegyzések, e-mail üzenetek, reklámok vagy nagy hírű rendezvények. A tömeges érzékenyítés egyik legjobb példája az a vírusként terjedő, A zene gyógyító ereje elnevezésű, nemzetközi fesztivál videója, melyben egy vak, mozgássérült kisfiú énekli a „Magyarország az én kedves szép hazám” című népdalt a Magyar Nemzeti Múzeumban. Először a hangja egyedül csendül fel, majd sorban csatlakoznak hozzá a Budapest Unique Symphonic tagjai, valamint több elismert zenész és énekes. Bár a fesztivál fő célja a zene fontosságának hangsúlyozása, hangsúlyozza azt is, hogy a zene szeretetében mindenki egyenlő lehet.

### Színeterei szerint

#### A család
Mint ahogyan a nevelésben is az első, és legfontosabb színtér a család, ennek kiemelt fontossága van az érzékenyítés folyamatában. Meghatározó szerepet tölt be a személyiség alakulásában, az elfogadott társadalmi normák és a megfelelő értékrend kialakításában. Mivel a gyermekek legfőbb tanulási metódusa a megfigyelés és az utánzás, ezért fontos a család által mutatott megfelelő minta.
A gyermekek sokkal szókimondóbbak, és jóval őszintébb a viselkedésük, mint a felnőtteknek. Hamarabb kifejezik azt, ha valami nem tetszik nekik, vagy valamit furcsának tartanak a megszokottól eltérő volta miatt, s ehhez még csak nagy különbség sem szükséges.
Fontos volna, hogy már a szülők is hangsúlyozzák, hogy mindenki különleges valamiben. Ez megnyilvánulhat bármiben: hogy szépen rajzol, ügyesen mászik fel a mászókára vagy odafigyel a barátaira, és nem bántja őket. Lehet, hogy egy másik gyerek nem tud olyan gyorsan szaladni, így nem tudnak együtt fogócskázni, de megeshet, hogy egy bújócskánál ő fogja a legjobb rejtekhelyet megtalálni.
A szülők  segíthetnek gyermekeik empátiás képességeit fejleszteni (bár ehhez sajnos a saját toleranciájukra is szükség van), hogy a játszótéren engedik gyermeküket sérült, kisebbségi gyermekkel játszani, sőt biztatják is őket rá. Egyes gyermekek észre sem veszik a másik „fogyatékosságát” vagy "másságát" addig, míg erre a szülő, mint negatívumra, fel nem hívja a figyelmét.
Felnőttkorban is fontosak lehetne az emberek számára a modellek: a felnőtt embernek is vannak példaképei, így a megfigyelés általi utánzás egész életünkben lehetőséget nyújt a nevelésre, nevelődésre. Édesanyánk szava, édesapánk példamutatása tehát megalapozza majd mindazt, amit később az óvoda és az iskola nevelő és oktató szerepe, valamint az egyéni tapasztalatok felépítenek.

#### Az intézményes nevelés
Az óvodáskorú gyermek legfontosabb tevékenysége a játék. Ennek során szerez tapasztalatokat, ismereteket, készségeket és képességeket alakít ki és fejleszt. Az óvoda funkciói között már megjelenik a személyiségfejlesztés, és az óvodapedagógus kiemelt szerepkörű feladata az érzelmi nevelés is.
Az óvónő azonban nem csupán saját személyével, de akár mesével is érzékenyítheti óvodásait. A gyermekek által igen kedvelt Bogyó és Babóca sorozat szerzője, Bartos Erika 2014-ben jelentette meg a fogyatékkal élő gyerekek és kortársaik közötti kapcsolatról szóló Őrangyal – Mesék az elfogadásról című könyvét. Bizonyos szempontból Süsü, a sárkány is fogyatékosnak tekinthető, hiszen csak egyetlen feje van, nem a tűzfújásnak és a rombolásnak hódol, hanem a virágoknak és a lepkéknek. A mesében megjelenik a társadalmi kirekesztettség, hiszen családja kitagadja, barátai azonban kiállnak mellette, és a mese végül vidáman végződik, hiszen Süsü megtalálja a helyét, és barátaival teljes, boldog életet élhet.
Az óvodások már képesek arra, hogy különböző játékok által „átélve” a sérüléssel élők helyzetét, belegondoljanak abba, mekkora hátránnyal rendelkezik egy fogyatékos személy.
Az iskoláskorú gyermekek már szélesebb körű érzékenyítésben vehetnek részt. Fejlettebb kognitív képességeiknek köszönhetően ők maguk is ki tudják következtetni, hogy egyes élethelyzetekben mi jelenthet nehézséget egy kerekesszékes embernek, játékos élethelyzetekben próbálhatják ki a kerekesszék használatát egy-egy küszöbön való átjutással, tárgy földről való felvételével, magasan lévő eszköz elérésével, de az előadó komolyabb témái felé is képesek érzékenyen fordulni.

#### Társadalmi szintű
Szociális érzékenyítéssel sok helyen találkozhatunk, melyeket első ránézésre lehet, hogy észre sem veszünk. Ezek olyan, az esélyegyenlőséget és feltétlen elfogadást célzó, elgondolkodtató tartalmú dolgok, melyeket nap mint nap láthatunk az utcán, a televízióban, vagy az interneten.
Találkozhatunk olyan képekkel, blogokkal vagy videóblogokkal, melyeket mozgássérültek készítenek, azzal a céllal, hogy a társadalom könnyebben meg tudja érteni őket. Leírják a történetüket, különböző élethelyzeteiket, problémáikat és az azokra kitalált megoldásokat. Olyan nehézségeket mutatnak be, melyek számunkra gyakran észrevehetetlenek. Mert ugyan melyikünk figyel fel arra, hogy egy kicsit magasabban van a tükör egy mosdóban, nehezebb lenyomni egy kilincset, vagy magasabb egy lépcsőfok, mint amit megszoktunk. Észre sem vesszük ezeket a mindennapi akadályokat, melyek mások számára akár óriási gátat képezhetnek.
Azok a könyvek és filmek, melyek a fogyatékossággal élők életét és nehézségeit jelenítik meg, gyakran sajnos kisebb népszerűségnek örvendenek, mint például az akciófilmek és kalandregények. Persze ez természetes, hiszen az olvasó sokkal szívesebben képzeli magát egy erős, határozott, a világot éppen megmenteni készülő bajnok, vagy egy boldog hősszerelmes helyébe, mint egy önálló életre képtelen és állandó felügyeletet igénylő szereplőébe.

## Az érzékenyítő tréningek
Az érzékenyítő tréningek célzottan, tervezetten és közvetlen módon hatnak az emberek személyiségére, így attitűdjükre is.
Az érzékenyítést ún. "tapasztalati szakértők", vagyis fogyatékkal élő, vagy más marginalizált helyzetben érintett trénerek tartják.
A program két legfontosabb jellemzője, hogy a résztvevők saját élményeik által élhetik át a sérült emberek akadályozottságának fizikai és lelki folyamatait, mindemellett a sérültek mentorként vesznek részt a programban, így olyan területen kalauzolják az ép résztvevőket, ahol ők kevésbé mozognak biztonságosan. Ez a helyzet segít megszüntetni azt a sztereotípiát, miszerint mindig csak a sérült emberek szorulnak segítségre. A tréningek során kialakított személyes kapcsolatok megváltoztathatják, pozitív irányba terelhetik a résztvevők hozzáállását a fogyatékkal élő emberekhez. Ez a tapasztalat pedig nem pótolható elméleti oktatással, hiszen a katarzisélmény hatása maradandóbb, mint egy előadás szavai.
Magyarországon az egyik legfőbb, az érzékenyítést megalapozó szervezet a Nem Adom Fel Alapítvány.
A tréningjeik során az érzékenyített emberek szabadon beszélgethetnek sérült társaikkal, feltehetik a kérdéseiket, melyekre a tapasztalati szakértők őszinte választ adnak. A tréning leghangsúlyosabb része az, melyekben valódi élethelyzetekben élhetik át a résztvevők a trénerek nehézségeit (szemtakaróval, fehér bottal közlekednek, vakon gépelnek, kerekesszékkel szlalomoznak egy pályán, stb.) egy-egy fogyatékosságot bemutató állomáson. A záró kör ismét egy beszélgetés, egy tapasztalat- és élménymegosztás.
A tréning várható hatásai között megjelenik a pozitív szemléletváltozás, a kirekesztő attitűd csökkenése és a befogadó attitűd erősödése a résztvevőkben.